# Am Adler
Am Adler, im 19. Jahrhundert auch Schwarzer Adler oder Adler, ist eine aus einem Wohnplatz hervorgegangene Ortslage in der Stadt Leichlingen (Rheinland) im Rheinisch-Bergischen Kreis.

## Lage und Beschreibung
Am Adler liegt an der Landesstraße L288 am westlichen Rand von Leichlingen an der Stadtgrenze zu Langenfeld (Rheinland). Eine Nebenstraße der L288 ist nach der Ortslage benannt, die sich auch in diesem Kreuzungsbereich befand. Der Name Am Adler der in der ersten Hälfte des 20. Jahrhunderts noch eigenständige Ortschaft findet sich nur noch als Straßenbezeichnung wieder, der Ursprungsort ist der geschlossenen Wohn- und Gewerbebebauung aufgegangen. Der gesamte, mittlerweile geschlossen bebaute Ortsbereich wird heute nach dem benachbarten Wohnplatz Windgesheide benannt.
Westlich von Am Adler befanden sich auf Langenfelder Stadtgebiet die Leichlinger Sandberge, die für den Sandabbau weitgehend abgetragen wurden. Dort ist auch das Autobahndreieck Langenfeld. Nördlich grenzt unmittelbar Stockberg an, so dass in historischen Karten oft nicht zwischen beiden Wohnplätzen unterschieden wird. Weitere benachbarte, zumeist die in westliche Vorstadt Leichlingens aufgegangene Orte sind Kellerhansberg, Hüttchen, Merlenforst, Unterschmitte, Roßlenbruch, Bockstiege und Bahnhof. Ziegwebersberg und Staderhof haben ihre eigenständige Lage bewahrt.

## Geschichte
Am Adler entstand im 18. Jahrhundert und lag an der Sandstraße, einer Altstraße von Aufderhöhe nach Opladen und heutige Landesstraße L288. Der Name geht aus einer Schankwirtschaft Zum Schwarzen Adler hervor, in der Fuhrleute auf der Sandstraße Station machen konnten. Der Gastronomiebetrieb wurde 1922 eingestellt. Die Topographische Aufnahme der Rheinlande von 1824 zeigt den Ort als Stockberg und die Preußische Uraufnahme von 1844 verzeichnet ihn als Schwarzer Adler, die Leichlinger Gemeindekarte von 1830 als Schwarzenadler.
1832 gehörte Am Adler unter dem Namen Adler der Bürgermeisterei Leichlingen an. Der laut der Statistik und Topographie des Regierungsbezirks Düsseldorf als Hofstadt kategorisierte Ort besaß zu dieser Zeit zwei Wohnhäuser und zwei landwirtschaftliche Gebäude. Zu dieser Zeit lebten 16 Einwohner im Ort, davon drei katholischen und 13 evangelischen Glaubens. 1867 wurde östlich von Stockberg die Bahnstrecke Gruiten–Köln-Mülheim eröffnet. 
Im Gemeindelexikon für die Provinz Rheinland werden 1885 sechs Wohnhäuser mit 35 Einwohnern angegeben. 1895 besitzt der Ort ein Wohnhaus mit drei Einwohnern, 1905 ein Wohnhaus und drei Einwohner. Ab Mitte des 20. Jahrhunderts schlossen sich die Lücken in der Wohn- und Gewerbebebauung mit den benachbarten Wohnplätzen und Am Adler wurde Teil der westlichen Vorstadt Leichlingens.